# マイロン・ボアドゥ
マイロン・ボアドゥ（Myron Boadu，2001年1月14日 - ）は、オランダ・アムステルダム出身サッカー選手。エールディヴィジ・トゥウェンテ所属。元オランダ代表。ポジションはFW。
ミロン・ボアドゥとも表記される。

## 経歴
マイロン・ボアドゥはアムステルダムのSCブイテンフェルデルトから12歳でAZユースに加入した。当時からAZユース最大のタレントの1人と見なされていたボアドゥは3年後、15歳でユース最高年代の19歳以下のチームに昇格し、1シーズンで15得点を記録した。翌年2016-2017シーズンには16歳でトゥヴェーデ・ディヴィジのヨングAZでケルヴィン・ステングスらと共にプレーし、15歳と233日でリーグ最年少ゴールを記録し、リーグ優勝に貢献した。ボアドゥは2016年にアーセナルFCとの交渉のためにロンドンに赴くなど、16歳になる前から国外からも多くの関心を集めていたが、2017年7月8日、AZと3年契約に結んだ。さらに、翌2017-18シーズンにはトップチーム入りを果たしたが、U-17オランダ代表で欧州選手権に参加中に左膝の半月板に重傷を負ってシーズンほぼ全てをリハビリに費やし、2018年5月6日のリーグ戦最終節のPECズヴォレ戦で67分に途中出場でトップチームデビューを果たした。
2018年8月12日、2018-19シーズンのエールディヴィジ開幕節のNACブレダ戦で先発出場すると、初ゴールを挙げ、17歳と210日でアダム・マヘルの記録(18歳と40日)を破るAZのエールディヴィジ最年少得点者に。9月16日のフェイエノールト戦でエリック・ボテギンからスライディングを受けて倒れる際に右足首を負傷し、9月21日に手術を行ってシーズン前半は欠場となった。
2019-20シーズンはリーグ戦24試合で14得点を記録した。この活躍もあり、オランダ代表監督からFCバルセロナの監督に転身したロナルド・クーマンが、ボアドゥの獲得に興味を持ってとも報じられたが、ボアドゥ本人は移籍の可能性を否定している。
2021年8月4日、ASモナコと5年契約を結んだ。
2024年2月1日、FCトゥウェンテにレンタル移籍した。

## 代表経歴
U-15オランダ代表からオランダ代表に定期的に招集され、2019年11月19日、UEFA EURO 2020予選のエストニア代表戦でフル代表デビューとフル代表初ゴールを記録した。

## タイトル
ヨングAZ
- トゥヴェーデ・ディヴィジ: 2016-17